# Резня «Сук Чинг»
Резня «Сук Чинг» (кит. трад. 肅清, упр. 肃清, пиньинь Sùqīng, палл. суцин, буквально: «избавление через очищение») — систематические чистки среди китайцев в Сингапуре по подозрению во враждебной деятельности во время японской оккупации после капитуляции британской колонии 15 февраля 1942 года из-за поражения британцев в битве за Сингапур. Уничтожение населения проводилось с 18 февраля по 4 марта 1942 года в нескольких местах города. Операцию координировала Кэмпэйтай, впоследствии практика была расширена на китайское население Малайского полуострова.
Ученые сходятся во мнении, что резня имела место, но японские и сингапурские источники расходятся в оценках количества погибших. По словам историка и политолога Хирофуми Хаяси, «…японское Министерство иностранных дел согласилось, что японские военные проводили массовые убийства в Сингапуре… В ходе переговоров с Сингапуром, японское правительство отклонило требования о репарациях, но согласилось сделать „жест искупления“ путем предоставления средств другими способами». Официально Япония утверждает, что погибло менее 5000 человек, в то время как первый премьер-министр Сингапура Ли Куан Ю говорит об около 70 000 подтверждаемых случаях смерти. В 1966 году Япония согласилась выплатить 50 млн сингапурских долларов в качестве компенсации, половина из которых предоставлялась в виде гранта, а остальное — в виде кредита. Официальных извинений принесено не было.
Воспоминания тех, кто пережил этот период, были собраны в выставочной галерее в Старом заводе Форда в Букит-Тимахе, где 15 февраля 1942 года англичане сдались японцам.
Японцы называли резню Сук Чинг словами китайские чистки (яп. 華僑粛清 какё:сюкусэй) и «великая инспекция Сингапура (яп. シンガポール大検証 сингапо:ру дайкэйсё:). Современные японские термины для бойни — «инцидент с чистками сингапурских китайцев» (яп. シンガポール華僑粛清事件 сингапо:ру какё: сюкусэйсин дзикэн) и «резня сингапурских китайцев» (яп. シンガポール華僑虐殺事件 сингапо:ру какё: гякусацу дзикэн). Национальный совет по наследию Сингапура в своих публикациях использует термин Sook Ching.

## Планирование резни
Хирофуми Хаяси, профессор политологии в Университете Канто-гакуин и содиректор Центра исследования и документирования военных преступлений Японии, пишет, что убийство было преднамеренным, и что «…китайцы в Сингапуре считались антияпонским элементом ещё до высадки японских военных». Также он приводит доказательства того, что распространение резни на Малайский полуостров также было запланировано до начала военной операции.

## Затронутые группы
Начиная оккупацию Сингапура, японские военные были в курсе, что местное китайское население лояльно к Великобритании и Китайской Республике. Некоторые богатые китайцы финансировали Национально-революционную армию во Второй японо-китайской войне через серию кампаний по сбору средств. Японские военные власти, возглавляемой Томоюки Ямаситой, выбрали в отношении тех, кто испытывал сильные антияпонские настроения, политику уничтожения. Томоюки Ямасита и глава штаба Масанобу Цудзи стали главными вдохновителями резни и её непосредственными исполнителями.
Японские военные власти определили следующие группы «неугодных»:
- активисты «Помощи Китаю» (англ. United China Relief)
- богатые филантропы, которые внесли щедрые пожертвования в фонд «Помощи Китаю», такие как архитектор-модернист Хо Квонъиу (кит. трад. 何光耀), проектировавший и строивший дома для богатых китайских общин Сингапура того времени
- сторонники Тан Ка Ки[англ.], лидера Движения национального спасения Наньяна (англ. Nanyang National Salvation Movement)
- хайнаньцы, считавшиеся коммунистами
- китайцы, родившиеся в Китае и попавшие на Малайский полуостров после Второй японо-китайской войны
- мужчины с татуировками, считавшиеся членами триад
- китайцы, вступившие в Сингапурскую заморскую китайскую антияпонскую добровольческую армию (англ. Singapore Overseas Chinese Anti-Japanese Volunteer Army)
- гражданские служащие и те, кто с большой вероятностью симпатизировал англичанам, например, мировые судьи и члены законодательного совета
- люди, владеющие оружием и «способные нарушить общественную безопасность»

## Резня

### «Скрининг»
После падения Сингапура Масаюки Оиси, командир 2-й полевой Кэмпэйтай, организовал штаб в здании YMCA на Стэмфорд-роуд, под вывеской «филиал Кэмпэйтай в Восточном районе» (англ. Kenpeitai East District Branch). Тюрьма Кэмпэйтай появилась в Аутраме с филиалами на Стэмфорд-роуд, в Чайнатауне и Центральном полицейском участке. Дом на пересечении Смит-стрит и Нью-Бридж-роуд стал филиалом Кэмпэйтай в Западном районе.
Под своим началом Оиси имел 200 кадровых офицеров Кэмпэйтай и ещё 1000 человек во вспомогательных силах, куда набирали в основном молодых и необразованных солдат-крестьян. Сингапур был разделен на секторы, где каждый сектор контролировал офицер. Японцы создали «скрининг-центры» по всему городу, чтобы провести «скрининг» китайских мужчин в возрасте от 18 до 50 лет. Мужчины, которых подозревали в антияпонских настроениях, подлежали уничтожению. Иногда проверке подвергались женщины и дети.
Особой процедуры определения нежелательных элементов не существовало. Иногда на кого-то указывали доносчики, в других случаях неблагонадёжность определяли офицеры по своей прихоти. Прошедшим проверку ставили квадратный штамп на лицо, руки или одежду, иногда выдавали документ. Остальных маркировали треугольником и отправляли в отдалённые места, вроде Чанги или Пунггола, где без церемоний убивали.

### Казни
Казни проводились в нескольких местах, в том числе на пляжах Чанги-Бич, и Пунггол-Бич, а также в Сентосе (или Пулау-Бекаланг-Мати).
| Место                                             | Описание |
| ------------------------------------------------- | --- |
| Пунггол-Бич                                       | 28 февраля 1942 года от 300 до 400 китайцев было расстреляно отрядом Ходзо Кэмпэя. Жертвами стала часть из 1000 китайских мужчин, задержанных японцами после поголовной проверки домов вдоль Аппер-Серангун-роуд. У нескольких жертв имелись татуировки, что могло означать их принадлежность к триадам. |
| Чанги-Бич/Чанги-Спит-Бич                          | 20 февраля 1942 военная полиция выстроила 66 китайских мужчин вдоль кромки моря, после чего расстреляла. Этот пляж стал первым местом уничтожения китайцев во время резни Сук Чинг. Жертвы были схвачены в районе Букит-Тимах и Стивенс-роуд.                                                            |
| 8 миля дорога на Чанги                            | Жертв нашли на территории плантаций (ранее — деревня Самба-Икат). Обнаружены останки 250 погибших. |
| Хуган                                             | Сообщалось о шести грузовиках, на которых привезли людей для последующего убийства. |
| Катонг                                            | Обнаружено 20 траншей для захоронения тел жертв |
| Пляж напротив владения 27 по Амбер-роуд           | Сообщалось о двух грузовиках приговорённых. |
| Пляж Танах-Мерах-Бич/Танах-Мерах-Бесар-Бич        | На пляже расстреляно 242 человека из Джалан-Бесар. |
| Перекрёсток Сайм-роуд и Томсон-роуд               | Места массовых убийств найдены недалеко от поля для гольфа и близлежащей деревни. |
| Катонг, Ист-Коуст-роуд                            | 732 жертвы из школы Телок-Курау. |
| Сиглап                                            | Места массовых убийств найдены в районе Бедок-Саут-авеню/Бедок-Саут-роуд |
| Пляж Бекалан-Мати-Бич у поля для гольфа в Сентозе | Британские пулеметчики, ожидавшие интернирования, захоронили около 300 тел со следами пулевых ранений, выброшенных на берег у Сентосы. Все жертвы были гражданскими лицами, доставленными из доков в Танджонг-Пагар для расстрела на берегу моря                                                         |

В ежеквартальном бюллетене Национальный совет по наследию опубликовал рассказ пережившего резню китайца по имени Ча Чу Су (Chia Chew Soo) из деревни Симпанг, у которого родственников, включая отца, братьев и сестёр, заколол штыком японский солдат.

### Мамору Синодзаки
Мамору Синодзаки (1908—1991) — бывший японский дипломат, выступивший ключевым свидетелем обвинения на суде по военным преступлениям в Сингапуре, проходившем с 1946 по 1948 годы. Синодзаки спас огромное количество китайцев, выдав им официальные документы, что те не являются врагами Японии и подлежат защите. Право на выдачу пропусков он имел как официальный представитель японской дипломатии. Решение выдавать документы выдавались без ограничений, в особенности китайцам и другим европейцам и азиатам. Синодзаки принял решение свидетельствовать, став свидетелем зверских пыток и убийств, совершённых Кэмпэйтаем. Благодаря Синодзаки избежали смерти такие видные представители китайской нации, как доктор Лим Бунькхин, Тан Хун Сян (Tan Hoon Siang), Чэнь Ки Сун (Chen Kee Sun), Ху Цайкхюнь, Ви Кхинчьян и Вон Сиукхуи.

### Продолжение резни в Малайзии
По приказу Цудзи Масанобу, главы планирования операций в главном штабе японской армии, резня Сук Чинг продолжилась на всём Малайском полуострове. Однако из-за меньшей плотности населения в городах и обширных сельских районов японцы не имели достаточно сил и времени, чтобы провести полный «скрининг» китайского населения. Вместо этого они решили уничтожить всех китайцев. Основная масса казней была проведена с февраля по март, в значительной степени убийства происходили в южных штатах Малайзии, более близких к Сингапуру.
Убийства происходили, в частности, в Кота-Тинги (28 февраля 1942) — 2000 убитых; Геланг-Патах (4 марта) — 300 убитых; Бенут (6 марта) — количество убитых неизвестно; Джохор-Бару, Сенай, Кулай, Седенак, Пулай, Ренгам, Клуан, Йон, Бату-Пахат, Сенггаран, Парит-Бакау и Муар (февраль-март) — оценочно, в штате Джохор было убито до 25 тыс. китайцев. Танджунг Клинг, Малакка (16 марта) — 142 убитых, Куала-Пила, Негери-Сембелан (15 марта) — 76 убитых; Парит-Тингги, Негери-Сембелан (16 марта) — более 100 убитых (вся деревня); Чжу Лун Лун (в настоящее время — Тити) (18 марта) — 990 убитых (вся деревня была уничтожена отрядом майора Ёкокодзи Кёми); и Пенанг (апрель) — несколько тысяч убито отрядом майора Хигасигавы Ёсинуры. Чистки продолжились из-за возросшей активности партизанского движения Малайзии. Самым известным случаем стало полное уничтожение 31 июля 1942 года деревни Сунгай-Луи, штат Негери Сембилан, в которой проживало 400 человек, осуществлённое отрядом капрала Хасимото.

## Число жертв
Число жертв в различных источниках отличается. Официальная японская статистика говорит о менее чем 5000 человек, китайская диаспора Сингапура заявляет об около 100 000 погибших. Ли Куан Ю, первый премьер-министр Сингапура, в интервью каналу Discovery оценил количество жертв от 50 000 до 100 000.

## Последствия

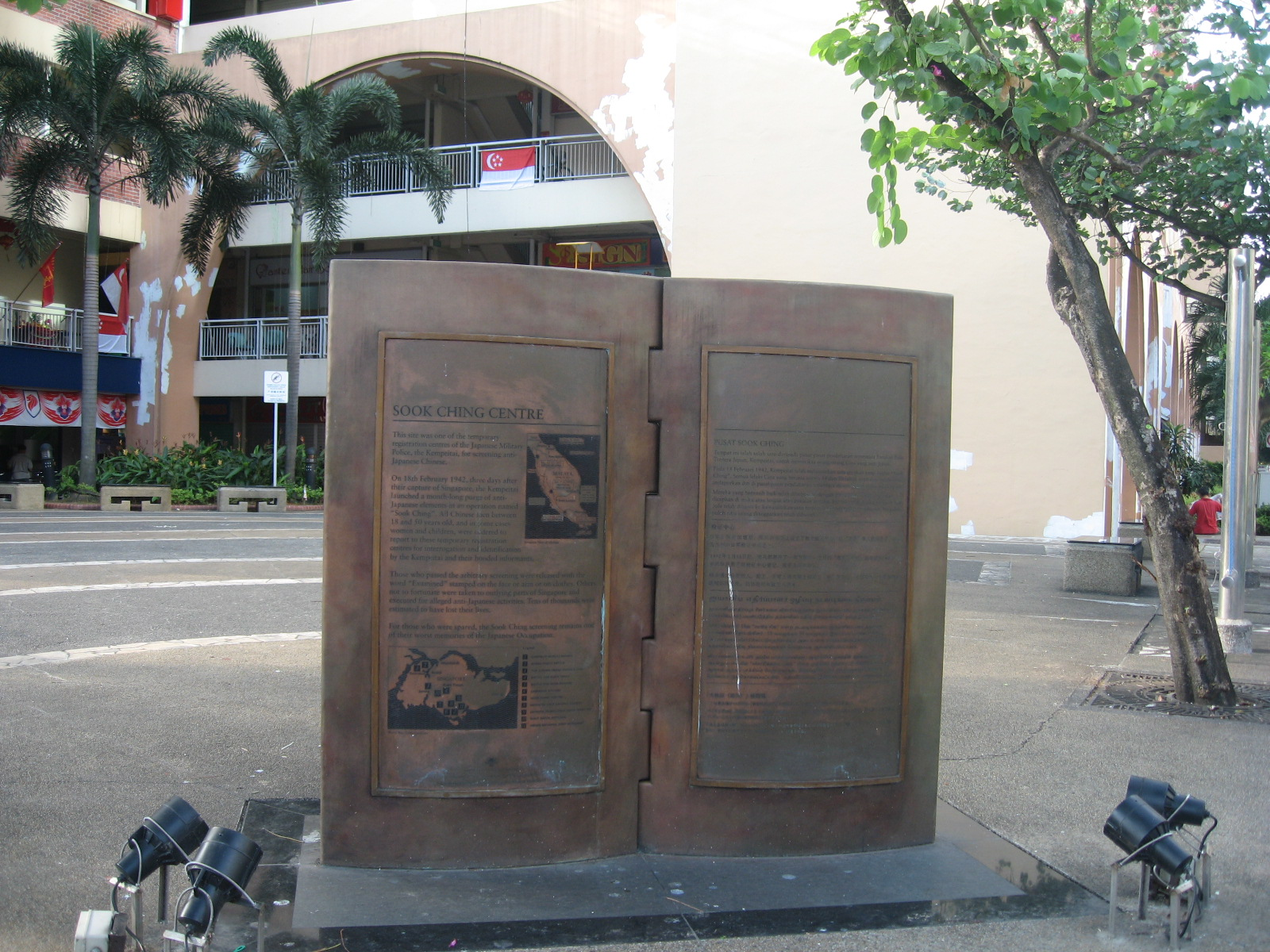
Мемориал жертв Сук Чинг в комплексе Хонг-Лим в Чайнатауне

В 1947 году, после капитуляции Японии, британские власти Сингапура организовали суд по обвинению в военных преступлениях. Перед судом предстали семь японских офицеров: Такума Нисимура, Сабуро Кавамура, Масаюки Оиси, Ёситака Ёката, Томотацу Дзё, Сатору Ониси и Харудзи Хисамацу — которых обвинили в организации резни Сук Чинг. Офицер штаба Масанобу Цудзи был объявлен вдохновителем, организатором и исполнителем резни, однако к началу судебного разбирательства он не был арестован. Сразу после окончания войны Цудзи сбежал из Таиланда в Китай. Семь обвиняемых были непосредственными подчинёнными Цудзи.
Основной сложностью разбирательства было то, что японские командиры не давали письменных приказов убивать гражданское население. Документы по «скринингу» и казням были уничтожены. Кроме того, приказы из японского штаба о необходимости скорейшего выполнения операции в сочетании с неоднозначными инструкциями от командиров, на которых основывалось обвинение, создавали трудности в точном установлении виновности.
Суд приговорил Сабуро Кавамуру и Масаюки Оиси к смертной казни, а остальные пять офицеров получили пожизненные сроки, хотя Такума Нисимура был позднее казнён по приговору австралийского военного суда за резню Парит-Сулонг. При вынесении приговора суд принял во внимание аргументы защиты, что обвиняемые «просто выполняли приказ».
Воспоминания Сабуро Кавамуры были опубликованы в 1952 году (после его смерти). В книге он выражал соболезнования и молился за упокой души своих жертв.
Приговорённые были повешены 26 июня 1947 года. Британские власти разрешили только шестерым членам семей погибших присутствовать на казни Кавамуры и Оиси, несмотря на призывы провести её публично.
Когда Сингапур получил самоуправление в 1959 году, в китайской диаспоре поднялась волна антияпонских настроений. Китайцы потребовали компенсацию и извинений от Японии. Британские колониальные власти ранее требовали лишь военных репараций за ущерб, нанесённый британской собственности. В 1963 году Министерство иностранных дел Японии отказало Сингапуру в репарациях и извинениях, заявив, что вопрос военных репараций англичанам решён в рамках Сан-Францисского мирного договора в 1951 году и, следовательно, закрыт Сингапуром, который был тогда британской колонией.
Первый премьер-министр Сингапура Ли Куан Ю в ответ заявил, что британское колониальное правительство не представляло мнение сингапурцев. В сентябре 1963 года китайская диаспора устроила бойкот японского импорта, отказавшись разгружать самолеты и корабли из Японии, но спустя семь дней акция протеста прекратилась.
После провозглашения независимости Сингапура от Малайзии 9 августа 1965 года, новое правительство сделало ещё один запрос к Японии о возмещения ущерба и извинениях. 25 октября 1966 года Япония согласилась заплатить $50 млн сингапурских долларов в качестве компенсации, половина из которых была предоставлена в виде гранта, а остальное — в кредит. Официальных извинений со стороны Японии не последовало.
Местные жители находили останки жертв Сук Чинг на протяжении десятилетий после резни. Последний случай зафиксирован в конце 1997 года. В 1995 году, в ознаменование 50-летия окончания японской оккупации, места убийств в Сентосе, Чанги и Пунгголе были объявлены национальными памятниками.